# Wilfried Van Moer
Wilfried Van Moer (1. březen 1945, Beveren – 24. srpna 2021) byl belgický fotbalista. Hrával na pozici záložníka.

## Klubová kariéra
Hrál pouze ve své vlasti, postupně za kluby KSK Beveren, Royal Antwerp FC, Standard Liège, K. Beringen FC, opět KSK Beveren a K. Sint-Truidense VV.
Třikrát byl vyhlášen nejlepším hráčem belgické ligy, získal tzv. „belgickou zlatou kopačku“ (1966 v dresu Royal Antwerp FC, 1969 a 1970 v dresu Standard Liège). V anketě Zlatý míč, která hledala nejlepšího fotbalistu Evropy, skončil roku 1980 čtvrtý.

## Reprezentační kariéra
S belgickou fotbalovou reprezentací vybojoval stříbrnou medaili na mistrovství Evropy roku 1980. Hrál i na světovém šampionátu roku 1970 a 1982.. Celkem za národní tým odehrál 57 utkání a vstřelil v nich 9 gólů.

## Trenérská kariéra
Po skončení hráčské kariéry se stal trenérem, vedl Sint-Truiden, SK Beveren, Assent and FC Diest.
V roce 1995 se po sérii nezdarů „rudých ďáblů“ (přezdívka belgického reprezentačního A-mužstva) stal asistentem hlavního trenéra Paula Van Himsta. V letech 1996–1997 vedl A-mužstvo belgické reprezentace, když jej převzal po Paulu Van Himstovi. Hlavním trenérem byl v 5 zápasech. Začátkem roku 1997 jej u reprezentace nahradil Georges Leekens.